# Saint-René Taillandier
Pour les articles homonymes, voir Taillandier (homonymie).
René Gaspard Ernest Taillandier, dit « Saint-René Taillandier », né le 16 décembre 1817 à Paris, où il est mort le 23 février 1879, est un historien, homme de lettres et homme politique français. Luc Fraisse voit en lui l’un des pionniers de l’histoire littéraire.

## Biographie

### Jeunesse et études
Saint-René Taillandier est le fils de Zélie Lebeuf et de René Taillandier, avoué près le Tribunal civil de la Seine, auteur de diverses poésies, d’un poème sur la Guerre d’Espagne (1824, in-8°), de quelques épitres et pièces de circonstance, et d’un poème en l’honneur de la délivrance de la Grèce, l’Helléniade.
Taillandier sortit du lycée Charlemagne en 1836, avec le prix d’honneur de philosophie au grand concours. Il obtint ensuite une licence en droit et une autre ès lettres, avant d’aller compléter ses études supérieures à l’université de Heidelberg, où il entra en relation avec le philosophe Schelling. Dès 1841, il est nommé suppléant de littérature à l’université de Strasbourg. Deux ans plus trad, le 18 avril 1843, il soutient obtient la validation de ses deux thèses de doctorat ès lettres : De Summa Providentia res humanas administrante (en latin) ; Scott Erigène et la philosophie scolastique (en français).
Devenu docteur, il participe à de très nombreuses soutenances de thèses de doctorat ès lettres en qualité de membre du jury. Il étudie également à l'École libre des sciences politiques.

### Parcours professionnel
Il devient, aussitôt après, suppléant, puis, en 1846, titulaire de la chaire de littérature française à la faculté des lettres de Montpellier. La même année, en Provence, il épouse la Tarasconnaise Camille Mouret,. En 1844, il fut également agrégé des lettres. Appelé à Paris, à la fin de 1863, pour suppléer Saint-Marc Girardin dans la chaire de poésie française à la Sorbonne, il fut nommé professeur d’éloquence française en 1868 après un cours remarqué sur Molière.
Au mois de janvier 1870, il est nommé secrétaire général du ministère de l’Instruction publique par le ministre Segris, puis ministre de l’Instruction publique par délégation à Bordeaux jusqu’en 1871. En 1872, il reprend son poste de professeur d'éloquence française à la Sorbonne. Devenu conseiller d’État en service ordinaire hors sections, et membre du Conseil supérieur de l’enseignement secondaire spécial, il est élu membre de l’Académie française en 1873 , en remplacement du P. Gratry.
Décoré de la Légion d’honneur en décembre 1850, connu pour avoir été un observateur attentif de la scène littéraire, non seulement en France, mais aussi en Allemagne et en Europe centrale, Saint-René Taillandier a été, à partir de 1843, un des plus assidus collaborateurs de la Revue des deux Mondes, à laquelle il a fourni diverses séries d’études d’histoire, de philosophie, de littérature française contemporaine et surtout sur l’Allemagne et les pays du Nord. Il fut même sur le point de sacrifier son titre de professeur en Sorbonne à cette revue, lorsque, sous le Second Empire, il fut un moment menacé d’avoir à opter entre la collaboration qu’il lui apportait et sa chaire. Le dernier qu’il ait écrit dans cette revue, paru quelques jours avant sa mort, est une étude sur Victor de Laprade. Ses ouvrages d’histoire littéraire sont pour la plupart composés d’articles parus initialement dans la Revue des deux Mondes, où cet esprit vaste et souple avait mis à contribution presque toutes les littératures de l’Europe.
Ayant abandonné sa chaire depuis deux ans pour mettre en œuvre les nombreux matériaux qu’il avait accumulés, Saint-René, qui se plaignait, quelque temps avant sa mort, de douleurs dans la poitrine, succomba à une angine de poitrine, à six heures du soir, en rentrant chez lui, 20 rue Saint-Benoit, où son frère, l’abbé Henri Taillandier, curé de Saint-Augustin, qui l’attendait, put lui donner une dernière absolution. Un autre de ses frères, Édouard Taillandier a écrit quelques brochures politiques ou économiques.
Il est inhumé au cimetière du Montparnasse (e)

## Principaux ouvrages
- Béatrice, poème, 1840 (lire en ligne).
- Scot Érigène. Thèse pour le doctorat, présentée à la Faculté des lettres de Paris, 1843.
- Histoire de la jeune Allemagne. Études littéraires, 1849 (lire en ligne).
- Études sur la révolution en Allemagne, 1853, 2 vol. (lire en ligne).
- Allemagne et Russie, études historiques et littéraires, 1856.
- Le Poète du Caucase, Michel Lermontoff, 1856.
- Histoire et philosophie religieuse. Études et fragments, 1859.
- Littérature étrangère. Écrivains et poètes modernes, 1861.
- La Comtesse d'Albany, 1862.
- Maurice de Saxe. Étude historique, d'après les documents des Archives de Dresde, 1865.
- Pierre Corneille : étude historique, 1865, 2 vol.
- Tchèques et Magyars. Bohême et Hongrie. XVe – XIXe siècle, Didier, 1869 (lire en ligne).
- Le général de Berthier, Montpellier, de Gras, 1870, 7 p., in-8° (lire en ligne).
- Drames et romans de la vie littéraire. La comtesse d'Ahlefeldt, Henri et Charlotte Stieglitz, Henri de Kleist, 1871.
- La Serbie. Kara-George et Milosch, 1872.
- Le Général Philippe de Ségur, sa vie et son temps, 1875 (lire en ligne).
- Dix ans de l'histoire d'Allemagne. Origines du nouvel empire d'après la correspondance de Frédéric-Guillaume IV et du baron de Bunsen (1847-1857), 1875.
- Les Renégats de 89. Souvenirs du cours d'éloquence française à la Sorbonne, 1877.
- Le Roi Léopold et la Reine Victoria : écrits d'histoire contemporaine, 1878, 2 vol..
- Études littéraires. Un poète comique du temps de Molière : Boursault, sa vie et ses œuvres. La Renaissance de la poésie provençale, 1881.